# Esther Kahn
Pour les articles homonymes, voir Kahn.
Pour plus de détails, voir Fiche technique et Distribution.
Esther Kahn est un film franco- anglais réalisé par Arnaud Desplechin, sorti en 2000. Le scénario est l'adaptation d'une nouvelle d'Arthur Symons publiée en 1905.

## Synopsis
Esther Kahn vit dans le East End, à Londres, à la fin du XIXe siècle. Elle travaille dans la couture avec sa famille juive, mais ça ne lui plait pas. Retranchée du monde, sujet des moqueries de ses frères et sœurs, elle demeure indécise sur son avenir. Après avoir assisté à une pièce de théâtre, elle décide de devenir actrice. Figuration, rôle secondaire, doublure l'amènent, au fur et à mesure, à pouvoir vivre de ses propres moyens. Sous la houlette de Nathan Quellen, un vieil acteur raté, elle améliore son jeu mais il lui manque encore d'avoir vécu.

## Fiche technique
- Titre : Esther Kahn
- Réalisation : Arnaud Desplechin
- Scénario : Emmanuel Bourdieu et Arnaud Desplechin d'après Arthur Symons
- Production : Chris Curling, Alain Sarde et Grégoire Sorlat
- Société de production : Why Not Productions
- Musique : Howard Shore
- Photographie : Éric Gautier
- Montage : Martine Giordano et Hervé de Luze
- Décors : Jon Henson
- Costumes : Nathalie Duerinckx
- Pays d'origine :  France,  Royaume-Uni
- Format : couleur - Dolby Digital - 35 mm
- Langue : anglais
- Genre : drame
- Durée : 142 minutes (version sortie en salles) - 157 minutes (version présentée au festival de Cannes[1])
- Date de sortie : 4 octobre 2000

## Distribution
- Summer Phoenix : Esther Kahn
- Ian Holm : Nathan Quellen
- Fabrice Desplechin : Philippe Haygard
- Akbar Kurtha : Samuel Kahn
- Frances Barber : Rivka Kahn
- László Szabó : Ytzhok Kahn
- Hilary Sesta : Buba
- Claudia Solti : Mina Kahn
- Berna Raif : Becky Kahn
- Paul Regan : Joel
- Arnold Brown : Rabbin
- Leon Lissek : Directeur de théâtre
- Ian Bartholomew : Norton
- Samantha Lavelle : Christel
- Paul Ritter : Alman, le photographe
- Emmanuelle Devos : Sylvia, l'italienne

## Accueil critique et public
Après son passage à Cannes dans une version de 157 minutes, le film sort en salles en octobre 2000 dans une version plus courte d'un quart d'heure. Le réalisateur précise à ce propos qu'il lui est « difficile de répondre d’autre chose que de la version complète. » La version longue comporte principalement trois scènes de plus : une séquence de rêve d'Esther, et deux autour du personnage de Philippe Haygard, interprété par Fabrice Desplechin.
Esther Kahn a réalisé 160 677 entrées en France au cours de son exploitation en salles dans sa version courte et un total de 172 311 spectateurs en Europe.

## Distinctions
- Sélectionné au Festival de Cannes 2000[1]